# Aleksander Lubomirski (ok. 1642–1675)
Aleksander Michał Lubomirski herbu Szreniawa bez Krzyża (ur. ok. 1642 w Nowym Sączu, zm. 1675) – starosta perejesławski i sądecki, marszałek Trybunału Głównego Koronnego w 1661 roku.
Był synem Jerzego Sebastiana i Konstancji Ligęzianki oraz bratem Hieronima Augustyna. Ożenił się z córką hetmana wielkiego litewskiego Pawła Jana Sapiehy Katarzyną Anną. Miał z nią córkę Annę Konstancję żonę wojewody poznańskiego Stanisława Małachowskiego i synów Jerzego Aleksandra, Michała i Józefa (zm. 1709) opata tynieckiego. Zmarł młodo pozostawiając swoje dzieci pod opieką stryja. W bitwie pod Warką w 1656 r. dowodził freikompanią (chorągwią) dragońską (ponad 190 koni). Podczas kampanii na Ukrainie w roku 1660 dowodził pułkiem jazdy biorąc udział w bitwach pod Lubarem, Cudnowem i Słobodyszczami. Był członkiem konfederacji malkontentów w 1672 roku. Jako poseł na sejm konwokacyjny 1674 roku z województwa krakowskiego był członkiem konfederacji generalnej zawiązanej 15 stycznia 1674 roku na tym sejmie. Elektor Jana III Sobieskiego z województwa krakowskiego w 1674 roku.

## Wywód przodków
| 4. Stanisław Lubomirski                 |  |                               |  |  |                          |
|                                         |  | 2. Jerzy Sebastian Lubomirski |  |  |                          |
| 5. Zofia z Ostrogskich córka Aleksandra |  |                               |  |  |                          |
|                                         |  |                               |  |  | 1. Aleksander Lubomirski |
| 6. Mikołaj Spytek Ligęza                |  |                               |  |  |                          |
|                                         |  | 3. Konstancja Ligęzianka      |  |  |                          |
| 7. Zofia Krasińska                      |  |                               |  |  |                          |
|                                         |  |                               |  |  |                          |